# Lewis Stevenson
Lewis Stevenson (Kirkcaldy, 5 gennaio 1988) è un calciatore scozzese, difensore del Raith Rovers.

## Caratteristiche tecniche
Può giocare come terzino sinistro o come interno sinistro di centrocampo.

## Carriera

### Club
Ha giocato nella prima divisione scozzese.

### Nazionale
Ha giocato nelle nazionali giovanili scozzesi Under-19 ed Under-21.
Nel 2018 ha giocato una partita con la nazionale maggiore scozzese.

## Statistiche

### Presenze e reti nei club
| Stagione         | Squadra          | Campionato       | Campionato | Campionato | Coppe nazionali | Coppe nazionali | Coppe nazionali | Coppe continentali | Coppe continentali | Coppe continentali | Altre coppe | Altre coppe | Altre coppe | Totale | Totale | Totale |
| Stagione         | Squadra          | Comp             | Pres       | Reti       | Comp            | Pres            | Reti            | Comp               | Pres               | Reti               | Comp        | Pres        | Reti        | Pres   | Reti   |        |
| ---------------- | ---------------- | ---------------- | ---------- | ---------- | --------------- | --------------- | --------------- | ------------------ | ------------------ | ------------------ | ----------- | ----------- | ----------- | ------ | ------ | ------ |
| 2006-2007        | Hibernian        | SPL              | 11         | 0          | -               | -               | -               | CI                 | 1                  | 0                  | -           | -           | -           | 12     | 0      |        |
| 2007-2008        | Hibernian        | SPL              | 21         | 0          | -               | -               | -               | -                  | -                  | -                  | -           | -           | -           | 21     | 0      |        |
| 2008-2009        | Hibernian        | SPL              | 29         | 0          | CS              | 1               | 0               | CI                 | 1                  | 0                  | -           | -           | -           | 31     | 0      |        |
| 2009-2010        | Hibernian        | SPL              | 10         | 0          | CS+CdL          | 2+1             | 0               | -                  | -                  | -                  | -           | -           | -           | 13     | 0      |        |
| 2010-2011        | Hibernian        | SPL              | 19         | 1          | CS+CdL          | 0               | 0               | UEL                | 0                  | 0                  | -           | -           | -           | 19     | 1      |        |
| 2011-2012        | Hibernian        | SPL              | 29         | 0          | CS+CdL          | 4+1             | 0               | -                  | -                  | -                  | -           | -           | -           | 34     | 0      |        |
| 2012-2013        | Hibernian        | SPL              | 29         | 0          | CS+CdL          | 4+0             | 0               | -                  | -                  | -                  | -           | -           | -           | 33     | 0      |        |
| 2013-2014        | Hibernian        | SP               | 35+2       | 1+0        | CS+CdL          | 2+2             | 0               | UEL                | 2                  | 0                  | -           | -           | -           | 43     | 1      |        |
| 2014-2015        | Hibernian        | SC               | 35+2       | 2+0        | CS+CdL          | 4+2             | 1+0             |                    | -                  | -                  | SCC         | 1           | 0           | 44     | 3      |        |
| 2015-2016        | Hibernian        | SC               | 35+4       | 0          | CS+CdL          | 7+6             | 0+1             | -                  | -                  | -                  | SCC         | 1           | 0           | 53     | 1      |        |
| 2016-2017        | Hibernian        | SC               | 34         | 0          | CS+CdL          | 5+1             | 1+0             | UEL                | 2                  | 0                  | SCC         | 0           | 0           | 42     | 1      |        |
| 2017-2018        | Hibernian        | SP               | 35         | 1          | CS+CdL          | 1+7             | 0               | -                  | -                  | -                  | -           | -           | -           | 43     | 1      |        |
| 2018-2019        | Hibernian        | SP               | 34         | 0          | CS+CdL          | 2+2             | 0               | UEL                | 6                  | 1                  | -           | -           | -           | 44     | 1      |        |
| 2019-2020        | Hibernian        | SP               | 27         | 0          | CS+CdL          | 4+3             | 0               | -                  | -                  | -                  | -           | -           | -           | 34     | 0      |        |
| 2020-2021        | Hibernian        | SP               | 22         | 0          | CS+CdL          | 3+3             | 0               | -                  | -                  | -                  | -           | -           | -           | 28     | 0      |        |
| 2021-2022        | Hibernian        | SP               | 23         | 0          | CS+CdL          | 4+4             | 0               | UECL               | 2                  | 0                  | -           | -           | -           | 33     | 0      |        |
| 2022-2023        | Hibernian        | SP               | 28         | 1          | CS+CdL          | 1+3             | 0               | -                  | -                  | -                  | -           | -           | -           | 32     | 1      |        |
| 2023-2024        | Hibernian        | SP               | 16         | 0          | CS+CdL          | 1+1             | 0               | UECL               | 6                  | 0                  | -           | -           | -           | 24     | 0      |        |
| Totale Hibernian | Totale Hibernian | Totale Hibernian | 480        | 6          |                 | 81              | 3               |                    | 20                 | 1                  |             | 2           | 0           | 583    | 10     |        |
| Totale carriera  | Totale carriera  | Totale carriera  | 480        | 6          |                 | 81              | 3               |                    | 20                 | 1                  |             | 2           | 0           | 583    | 10     |        |

### Cronologia presenze e reti in nazionale
| Cronologia completa delle presenze e delle reti in nazionale ― Scozia | Cronologia completa delle presenze e delle reti in nazionale ― Scozia | Cronologia completa delle presenze e delle reti in nazionale ― Scozia | Cronologia completa delle presenze e delle reti in nazionale ― Scozia | Cronologia completa delle presenze e delle reti in nazionale ― Scozia | Cronologia completa delle presenze e delle reti in nazionale ― Scozia | Cronologia completa delle presenze e delle reti in nazionale ― Scozia | Cronologia completa delle presenze e delle reti in nazionale ― Scozia |
| Data                                                                  | Città                                                                 | In casa                                                               | Risultato                                                             | Ospiti                                                                | Competizione                                                          | Reti                                                                  | Note                                                                  |
| --------------------------------------------------------------------- | --------------------------------------------------------------------- | --------------------------------------------------------------------- | --------------------------------------------------------------------- | --------------------------------------------------------------------- | --------------------------------------------------------------------- | --------------------------------------------------------------------- | --------------------------------------------------------------------- |
| 30-5-2018                                                             | Lima                                                                  | Perù                                                                  | 2 – 0                                                                 | Scozia                                                                | Amichevole                                                            | -                                                                     |                                                                       |
| Totale                                                                |                                                                       | Presenze                                                              | 1                                                                     |                                                                       | Reti                                                                  | 0                                                                     |                                                                       |

## Palmarès

### Club

#### Competizioni nazionali
- Coppa di Lega scozzese: 1

Hibernian: 2006-2007
- Coppa di Scozia: 1

Hibernian: 2015-2016
- Scottish Championship: 1

Hibernian: 2016-2017